# 愛因斯坦的夢
《愛因斯坦的夢》（英語：Einstein's Dreams）是由物理學家及作家艾倫‧萊特曼於1992年發表的歷史小說，為國際知名暢銷書籍，並有三十種語言翻譯本；台灣發行之中文本由童元方翻譯。本書獲得1994年L. L. Winship/PEN New England Award獎項第二名。 
《愛因斯坦的夢》首先由David Gardiner與Ralf Remshardt改編為舞台劇，並在1996年於佛羅里達大學演出。2009年另有舞台劇於中國北京演出。

## 情節概述
本書背景為1905年4月中至6月底，主人翁為年輕科學家阿爾伯特·愛因斯坦，在建構狹義相對論研究的同時，纏困於多個接續上演的夢境中。書中有三十個章節，每個章節都是一個關於時間性質的夢；其中一些夢為相對論真正現象的誇飾呈現，一些則完全是狂想的表現。書中包含了序曲、三篇間奏曲及終曲。愛因斯坦在伯恩專利局的同事兼摯友米給雷·貝索多次出現在這些段落。在小說最後，愛因斯坦終於完成了相對論的文稿，在交付打字等待投稿時，望著瑞士的山景感到一種如釋重負而空虛的惆悵。

## 外部連結
- （英文）Einstein's Dreams原文小說 （页面存档备份，存于）
- （繁體中文）黃崇凱−愛因斯坦的第三十一個夢 （页面存档备份，存于）
- （英文）Einstein's Dreams （页面存档备份，存于）, Professor Julia Evergreen Keefer, course notes

舞台劇改作
- arts@MIT Press Release 3/19/2007: 'Einstein's Dreams' （页面存档备份，存于） at MIT April 19-29
- Einstein's Dreams （页面存档备份，存于） — World Science Festival
- Theater > Threshold of revelation （页面存档备份，存于） - The Phoenix
- Einstein's Dreams (It's about time...) （页面存档备份，存于）
- Plaza X （页面存档备份，存于） by Helen Lai's Dance Theatre,David Liu （页面存档备份，存于） and CCDC （页面存档备份，存于）
- Einstein’s Dreams: A Page to Stage production of PPL (VIMEO) （页面存档备份，存于）

音樂改作
- In This World by the Silverwood Trio
- Einstein's Dreams （页面存档备份，存于） song cycle by folk artist Randall Williams, orchestration by Leo Najar, first performed by the Bijou Orchestra in Bay City, Michigan in February 2011